# Henri Mariotti
Henri Mariotti (* 1891 in Tremona; † 22. November 1969 ebenda) war ein Schweizer Bildhauer, der zwischen 1925 und 1957 in der Ajoie tätig war.

## Leben
Mariotti wurde 1891 im kleinen Tessiner Dorf Tremona, unweit der italienischen Grenze, geboren und wuchs hier auf. Als 13-Jähriger ging er für eine Weile nach La Chaux-de-Fonds, um Französisch zu lernen, und machte nach seiner Rückkehr eine Lehre als Marmordekorateur. 1913 erwarb er in Lugano ein Diplom als Zeichner. Nach dem Ersten Weltkrieg weilte er zunächst in Mailand und Paris und zog dann 1925 nach Pruntrut, wo er spätestens 1926 das Atelier des ebenfalls aus dem Tessin stammenden Richard Piffaretti an der Route de Belfort übernahm. 1928 erhielt sein Geschäft an der Industrieausstellung der Exposition de Porrentruy eine Silbermedaille. 1934 erlitt er in Pruntrut einen leichten Unfall, als er mit seinem Motorrad, von Alle her kommend, in eine Bahnschranke prallte.
Mariotti ging im Frühjahr 1957 in Pension und übergab sein Atelier Jean-Paul Vuattoux. Noch im selben Jahr kehrte er gemeinsam mit seiner Frau Luigina «Gina» Mariotti-Vassalli in seinen Geburtsort Tremona zurück, wo er 1969 starb.

## Werk

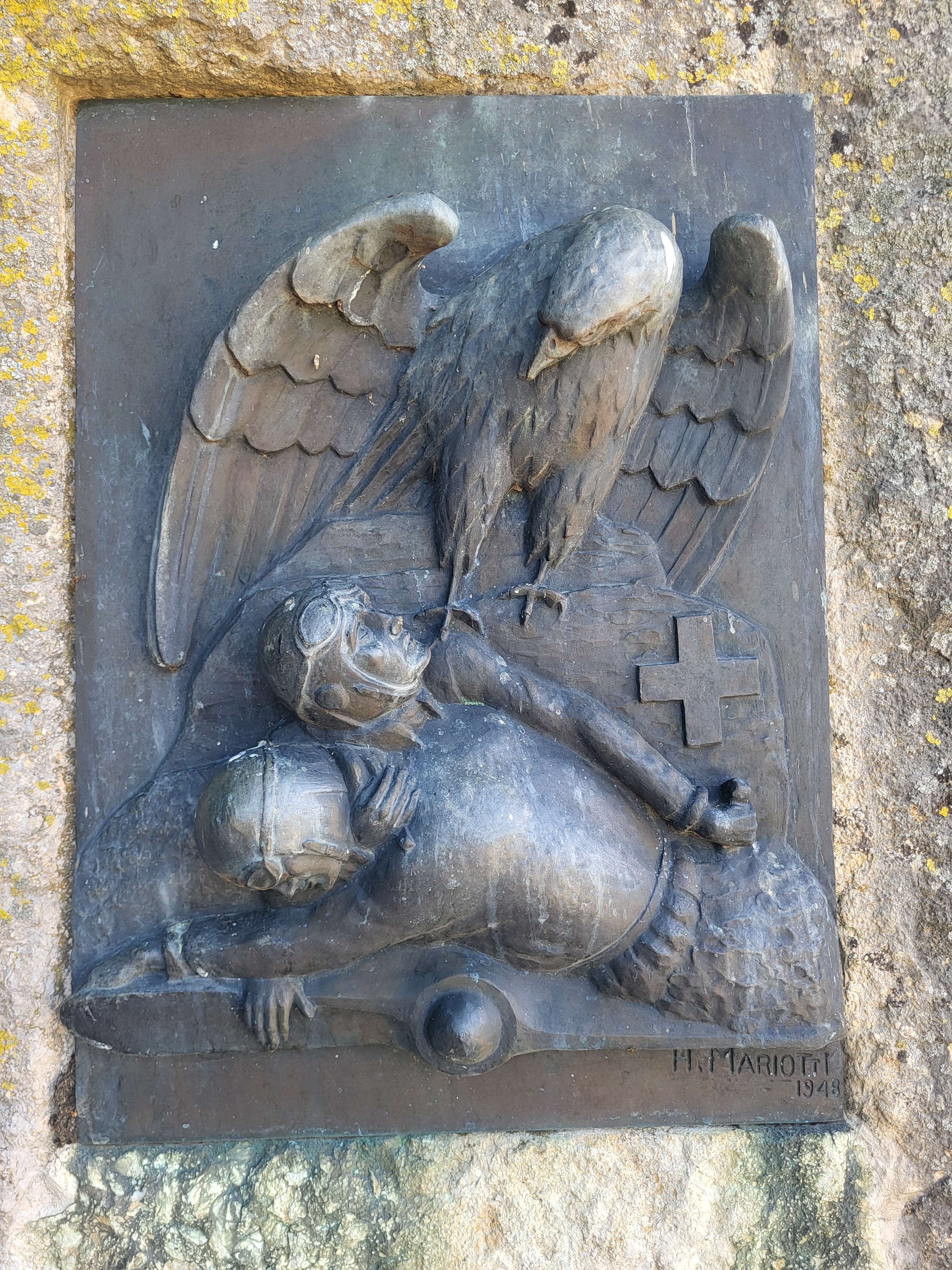
Bronzerelief von Henri Mariotti auf dem Fliegerdenkmal in Pruntrut, 1950 eingeweiht

Mariotti verrichtete über 40 Jahre lang in der Ajoie, vor allem in Pruntrut, allgemeine Steinmetzarbeiten und war insbesondere auf die Schaffung von Grabmälern aus Stein, Marmor und Granit spezialisiert, von denen noch heute manche auf dem Friedhof Pruntrut stehen. 1935 war er an der Dekoration der Kirche St-Pierre et Paul in Fontenais beteiligt. Ausserdem schuf er mehrere Büsten von Pruntruter Honoratioren.
In den 1930er Jahren nahm er an einigen lokalen Ausstellungen teil. 1935 zeigte er in Pruntrut die beiden Werke Esclave («Sklave») und Jeune fille («Junges Mädchen»). 1936 stellte er in Tramelan aus. Vom 20. bis 30. März 1937 zeigte er im Rathaus von Pruntrut fünf Skulpturen, von denen namentlich Après l’effort («Nach der Anstrengung») und ein Porträt des Musiklehrers James Juillerat lobend in der Presse besprochen wurden.
Mariottis Hauptwerk ist das Fliegerdenkmal für die beiden Schweizer Militärpiloten Rodolfo Meuli und Emilio Gürtler, die 1940 von deutschen Zerstörern über Pruntrut tödlich abgeschossen wurden.